# Quartiere IACP di Rozzano

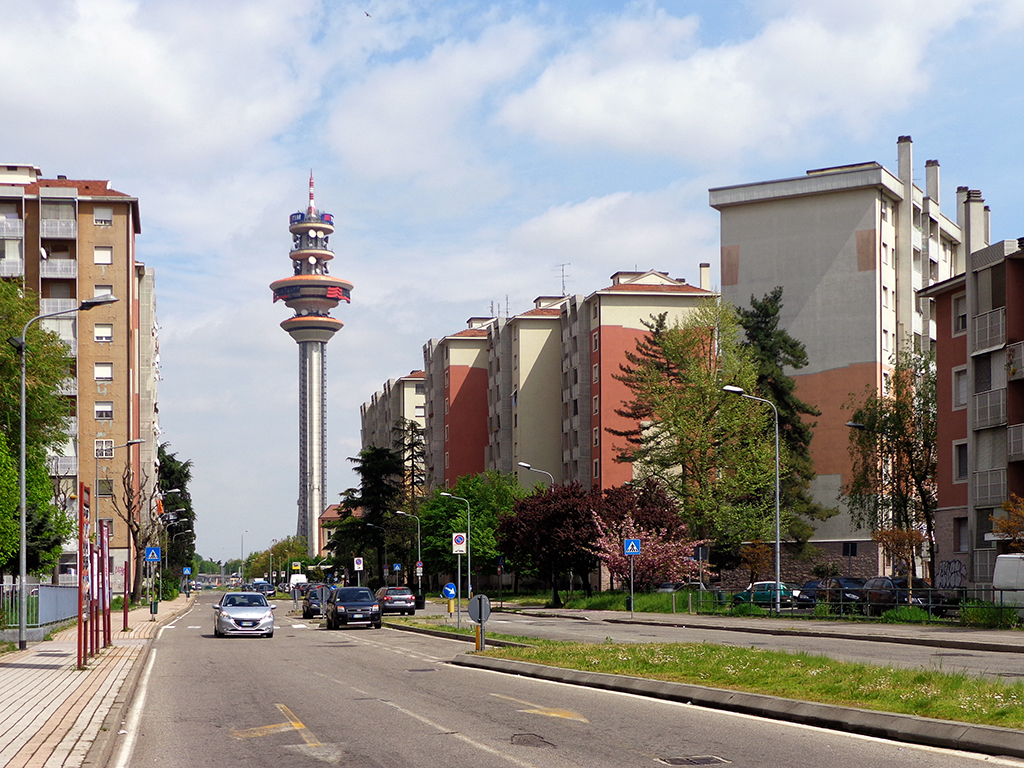
Viale Don Angelo Lonni, arteria centrale del quartiere

L'insediamento di un quartiere dell’Istituto Autonomo Case Popolari di Milano ha fortemente accelerato l'espansione insediativa e demografica a Rozzano, mutandone completamente la fisionomia originaria.
Se si osserva un grafico della popolazione residente alle date censuarie si nota subito un incremento esponenziale della popolazione Rozzanese, tra il censimento del 1961 e quello del 1971: tale incremento è da imputare totalmente alla costruzione del quartiere IACP che, nel volgere di un decennio, ha portato al quadruplicamento della popolazione.
Intorno al 1960 la crescente richiesta di alloggi popolari, causata anche dai primi massicci movimenti immigratori, induce il Comune di Milano a predisporre un piano per la realizzazione di circa 120.000 vani, affidando allo IACP la realizzazione di circa l'80% di essi.
L'istituto si trova così a dover reperire le aree necessarie proprio in un momento in cui la grande attività edilizia degli anni del miracolo economico favorisce la speculazione, sia con l'aumento dei prezzi delle aree, sia attraverso un vero e proprio blocco delle vendite dei terreni.
La ricerca di aree edificabili si estende all'estrema periferia e al di là dei confini cittadini, in particolare nel Sud Milanese dove esiste ancora l'offerta, a prezzi favorevoli, di aree libere e sufficientemente estese. 
Il 30 novembre 1958 viene stipulata una delle prime convenzioni per un piano di zonizzazione privata tra l'amministrazione Comunale di Rozzano e la proprietà  Ferrario di Gambarone,  in cui viene determinata l'urbanizzazione di una parte dei terreni situati nella località  Ferrabue e Gambarone e ricadenti nelle previsioni di espansione del “piano guida” che il Comune si era dato come strumento urbanistico preparatorio del programma di fabbricazione in corso di studio.
Tale convenzione prevede la cessione gratuita di strade, reti di distribuzione idrica, fognature, impianti di illuminazione e consente l'edificazione di 930.000 m³ di edilizia residenziale, pari all'insediamento di circa 10.000 abitanti. Con la pratica del convenzionamento l'Amministrazione riesce a sostenere gli interessi della collettività contrapponendoli a quelli dei proprietari fondiari, ai quali viene attribuito il gravoso onere della realizzazione delle opere di urbanizzazione primaria e della cessione di aree per servizi pubblici.
Nel 1961 la proprietà prende contatti con il comune di Milano e lo IACP proponendo la vendita dei terreni in Rozzano.
L'area si rivela interessante per lo IACP che intende realizzarvi uno dei quartieri di edilizia prefabbricata inseriti nel “primo piano di fabbricazione pesante”.
Tale piano porterà alla realizzazione, a partire dal 1963, di quattro grandi quartieri alla periferia di Milano, due a ovest (quartiere Gallaratese e degli Olmi) e due a sud (Gratosoglio e Rozzano), per un totale di circa 54.000 vani.

## Le motivazioni
La scelta di localizzare un insediamento nell'area di Rozzano ha diverse motivazioni.
- A suo favore giocano la vicinanza con Milano, la localizzazione lungo l'asse di penetrazione di via Missaglia e soprattutto la disponibilità immediata di aree lottizzate in cui è già stata approntata l'urbanizzazione primaria.

Nel dicembre del 1961 viene stipulato un atto integrativo della convenzione originaria che consente un aumento della volumetria edificabile a 1.570.000 m³, di cui 270.000 per attività commerciali.
L'amministrazione comunale in questa occasione denuncia la difficoltà a realizzare i servizi e le attrezzature necessarie al quartiere, sia per il reperimento delle aree, sia per l'impossibilità finanziaria di sostenere tale carico, e interpella il comune di Milano, committente del quartiere, perché partecipi alla divisione degli oneri.
- La realizzazione dell'insediamento IACP prevede l'utilizzo del sistema di prefabbricazione Fiorio a pannelli portanti mentre la parte privata, da realizzare con metodi costruttivi tradizionali presenta una tipologia più libera e variata.

L'insediamento commerciale previsto è di notevole interesse per l'alto livello quantitativo e qualitativo delle attrezzature e si presta a diventare un elemento polarizzante non solo per il quartiere ma anche per i comuni limitrofi.
La vasta area lasciata a piazza con verde attrezzato e i servizi diviene il centro effettivo di Rozzano, considerando che già allora il capoluogo originario aveva perso ogni vitalità.
L'insediamento IACP viene accolto essenzialmente per questi motivi: la speranza di diventare un comune popoloso e quindi più importante e con un livello di infrastrutture più elevato, e la possibilità di favorire l'edilizia pubblica.
Il progetto originario, inoltre, non voleva realizzare uno dei tanti quartieri “dormitorio” di sola residenza popolare, privo di attrezzature, simile ai tanti che stavano sorgendo nella periferia e nell'hinterland milanese.
La prevista integrazione della residenza con le attività commerciali di alto livello era qualificante per il Comune, si inquadrava nel progetto globale di sviluppo controllato di Rozzano e si opponeva alla logica tradizionale degli insediamenti periferici rispetto alla città.
Nel 1963 si svolge l'incontro richiesto dal sindaco di Rozzano con l'assessore all'Urbanistica del comune di Milano, i tecnici dei due comuni e i responsabili dello IACP. Il comune di Milano dichiara di intervenire nel finanziamento di servizi per il quartiere, in particolare per la realizzazione della prima unità scolastica.
Lo IACP inizia a costruire e tra il 1963 e il 1965 vengono realizzati i primi 21 edifici che rendono disponibili 818 alloggi. Di conseguenza la dinamica demografica del comune, sostanzialmente regolare fino a quegli anni, simile a quella registrata in altri comuni dell'hinterland con analoghe condizioni di sviluppo, registra una brusca impennata.
Nel novembre del 1965 i Ferrario vendono allo IACP una seconda area di 62.000 metri quadrati situata nelle dirette vicinanze della prima, dove è possibile l'edificazione di 310.000 m³.
Nel frattempo l'amministrazione progetta la costruzione degli edifici scolastici nel quartiere, dovendo così cercare delle aree adatte alla edificazione dei plessi scolastici.
A tale scopo lo IACP propone di destinare ad attrezzature scolastiche aree nell'ambito della superficie già acquistata a scapito degli spazi liberi previsti nel primo progetto planivolumetrico.
Un altro fattore interviene a esasperare la situazione: la proprietà privata si dimostra inadempiente nei confronti dell'impegno a edificare il centro commerciale contemporaneamente agli edifici IACP, poiché incapace di un così cospicuo intervento economico, e vende all'ente stesso anche la parte centrale dell'area che si era inizialmente riservata.
Questo porta ad una radicale trasformazione del progetto planivolumetrico: i criteri di utilizzazione dell'area corrispondono agli interessi dello IACP di realizzare la maggiore volumetria residenziale possibile e di conseguenza tutto l'assetto urbanistico del quartiere viene compromesso.
Il nuovo progetto destina solo 50.000 m³ alle attività commerciali, contro i 270.000 del primo progetto, destinati al soddisfacimento delle strette necessità del quartiere.
La rimanente ha destinazione residenziale analoga all'area circostante, con l'aggravio di un ulteriore aumento della popolazione.

### Ampliamento
Nel 1966 il Comune di Rozzano progetta l'ampliamento di una superficie agricola di 259.696 m², allo scopo di aumentare la capacità residenziale del quartiere di circa 5.000 abitanti.
Ad aggravare la situazione si inserisce un nuovo elemento: il contratto concluso con il Comune di Milano e dallo IACP con l'impresa che esegue i lavori si rileva rovinoso. I costi di edificazione con il sistema di prefabbricazione adottato si rivelano superiori al previsto, addirittura superiori a quelli dell'edilizia privata eseguita tradizionalmente e rendono impossibile allo IACP il sostenimento di ulteriori oneri. Ma non solo i costi sono eccessivi, l'esecuzione degli edifici è talvolta scadente.
Le tecniche costruttive basate su brevetti stranieri evidenziano una certa impreparazione dell'impresa che, tentando di addossare all'ente pubblico tutti gli imprevisti dell'intervento, vuole sperimentare nuove tecnologie.
Il concentramento di funzioni civiche e commerciali è ancora previsto, ma è di dimensioni ridotte in confronto alle esigenze del quartiere.
La realizzazione della chiesa, la sede comunale, la seconda unità scolastica, il parco, il cinema, negozi e supermercato è prevista nel secondo progetto dello IACP su di un'area pedonale a scapito degli spazi liberi della zona.
La minor volumetria qui realizzata determina una maggior densità nella parte residenziale.
Gli edifici raggiungono tutti la massima altezza consentita (32 metri), hanno corpi scala a due alloggi per piano e dimensioni perimetrali identiche. A parità di volumetria questa è d'altra parte l'unica soluzione che consenta di reperire aree destinate ai parcheggi, alle scuole, ai servizi e di mantenere qualche spazio libero all'interno del quartiere.
Si costruisce ininterrottamente fino al 1972.
L'ampliamento dei programmi porta a raggiungere alla fine dei lavori 5.942 alloggi ospitanti ufficialmente 25.000 persone.
La consegna degli alloggi registra un ritmo di circa 700 unità annue e conseguentemente la popolazione aumenta da 9.994 abitanti nel 1965 a 34.457 nel 1972.
Inizialmente le immigrazioni risultano essere in prevalenza da Milano: lo IACP costruisce alloggi per soddisfare le richieste di famiglie aventi residenza nel capoluogo, tra cui molte solo da pochi anni.
Rozzano è la seconda o terza tappa di trasferimento; Milano assegna gran parte degli alloggi popolari agli immigrati sistematisi in baracche, abitazioni vecchie e antigieniche.
Rozzano assolve il ruolo di valvola di sfogo del capoluogo, sia attraverso i trasferimenti dalla città, sia con il diretto incanalamento dei flussi di popolazione provenienti dal sud.

## Dal 1951 al 1981 il "BOOM" demografico
La città di Milano e i suoi comuni limitrofi sono divenuti nel dopo guerra sempre più poli di attrazione per le popolazioni di quelle regioni in cui l'economia tendeva a rimanere depressa e non offriva sufficienti possibilità lavorative ai suoi abitanti.
Il miraggio di migliori condizioni di vita ha creato la spinta propulsiva che ha chiamato nel triangolo industriale migliaia di persone dal sud Italia e in minor misura da altre regioni, tra cui il Veneto.
Prevalentemente si trattava di manovali e operai privi di una qualifica precisa, disposti in linea di massima a fare qualsiasi tipo di lavoro.
Se inizialmente la destinazione degli immigrati è stata la città di Milano, col tempo si è creata un'inversione di tendenza che ha visto una redistribuzione dei nuovi arrivati nei comuni dell'Hinterland.
Si sono creati così dei comuni con quartieri dormitorio, dove la forza lavoro non trovava altro che l'alloggio e per lavorare deve spostarsi a Milano o in altri comuni dove sorgono le industrie e gli uffici.
Nel periodo che va dal 1951 al 1981 Milano e il suo hinterland passano da 2.469.531 a 3.125.330 di residenti, con un incremento del 26,55%.
Mentre Milano città fa registrare un aumento inferiore a quello del decennio precedente, l'hinterland registra un incremento percentuale del 57,06%.
Il peso percentuale dell'hinterland milanese cresce notevolmente rispetto alla città, raggiungendo nel 1971 il 44,58%.
Dopo questa premessa, passiamo ad analizzare la situazione nel Comune di Rozzano.
Si osserva il rapido aumento della popolazione specialmente tra il 1961 e 1971, dove la Popolazione Rozzanese passa da 6.313 residenti a 32.915 con un incremento percentuale del 421,38%.
Se si considera il periodo 1951-1981 tale percentuale passa al 1.315,40%, questi numeri danno l'idea del rapidissimo popolamento al quale è stato assoggettato il territorio del comune di Rozzano.
In un decennio la popolazione quadruplica il numero delle iscrizioni anagrafiche raggiunge 7,29 nuovi abitanti in media al giorno, considerando che nel decennio precedente mediamente solo una persona al giorno veniva iscritta nelle anagrafi comunali dà l'idea di come sia stato repentino e di enormi dimensioni il fenomeno immigrazione in quegli anni.
Aumenta anche la percentuale rispetto al totale della popolazione del sud Milano raggiungendo il 22,56% del totale, risultando così il comune più popoloso di questa area.
Come già anticipato, Rozzano, con l'insediamento del quartiere IACP ha cambiato radicalmente la sua composizione demografica, passando da città rurale dell'hinterland a quartiere ricettore della nuova forza lavoro impegnata nelle fabbriche di Milano e dintorni.
Analizzando il divenire storico di Rozzano, si constata che la popolazione non si presenta come una realtà culturalmente omogenea, ma composita.
Con cultura si intende, non la formazione individuale dell'individuo, ma un complesso e una costellazione di esperienze condivise da più individui.
Per avere un quadro più analitico della composizione della popolazione residente risulta utile scomporre la popolazione in quelle compagini che hanno una cultura più omogenea, basata appunto su esperienze comuni, quali l'immigrazione, l'insediamento in quartieri nuovi della periferia di un polo altamente industrializzato, l'impatto con il mondo del lavoro, condizionato dal livello di istruzione.
In tale contesto culturale si manifestano dei comportamenti collettivi e degli stili di vita propri delle compagini.
Il gruppo di appartenenza diventa così il fulcro dell'analisi, in quanto rappresenta il tramite tra l'individuo e la società.
Il territorio comunale di Rozzano è suddiviso in sette quartieri: questi quartieri hanno avuto una diversa crescita negli anni, e saranno perciò considerati come quei gruppi di individui che hanno avuto una diversa evoluzione.
I sette quartieri sono:
1. Cassino Scanasio
2. Ponte Sesto
3. Rozzano Vecchio
4. IACP di viale Lazio
5. IACP escluso viale Lazio
6. Quinto de' Stampi
7. Valleambrosia

I flussi migratori hanno determinato la configurazione socio-demografica dei singoli quartieri, dato che tali flussi sono stati diversamente distribuiti all'interno dei quartieri.
Nella tabella 2 è possibile osservare la provenienza degli abitanti di Rozzano nei vari quartieri, questi dati sono stati desunti dal 12 Censimento Generale della Popolazione del 1981.
Ricordando che il quartiere IACP è stato portato a termine nel 1972 questi dati risultano molto importanti per osservare la composizione della popolazione Rozzanese.
Il nucleo storico di Rozzano, il quartiere di Rozzano Vecchio, risulta per lo più composta da autoctoni, ovvero persone nate in Lombardia mentre agli ultimi posti troviamo i due quartieri IACP, che come detto in precedenza, risultano essere i ricettori della nuova immigrazione dal sud Italia.
Il quartiere IACP di viale Lazio merita un approfondimento, per questo è stato scorporato dal resto del quartiere IACP, in quanto è stato costruito per ultimo allo scopo di ridurre l'elevata densità abitativa del primo insediamento, in realtà è stato abitato dagli sfrattati dalle case ALER di Milano in seguito ad un accordo tra le parti.
Analizzando i dati sul grado d'istruzione e sulla condizione nella professione si vede che le zone di Viale Lazio, quartiere IACP, Valleambreosia registrano un valore relativamente elevato di persone in possesso di licenza elementare e di condizione operaia, mentre le zone di Rozzano Vecchia, Cassino, Pontesesto hanno un valore relativamente elevato di persone in possesso di licenza media o diploma e condizione professionale di impiegato.
Significativi sono i dati riguardo alla distribuzione sul territorio delle famiglie più numerose.
La zona di viale Lazio è composta per il
- 28,4% da famiglie con 4 componenti,
- 25,5% da famiglie con 5 componenti,
- 17,5% da famiglie con 6 componenti
- 14,4% da famiglie con 7 componenti e più.

Simile, ma meno drastica, è la situazione nel quartiere IACP, con il
- 22,7% di famiglie con 3 componenti,
- 33,5% di famiglie con 4 componenti
- 14,8% di famiglie con 5 componenti.

Le altre zone invece registrano valori medi intorno al
- 11,7% di persone sole,
- 22,9% di famiglie con 2 componenti,
- 32,6% di famiglie con 3 componenti,
- 25,0% di famiglie con 4 componenti.

Un'elaborazione dei dati effettuata della società Proget Engineering, sui dati del 12º censimento della popolazione, ha aggregato la popolazione a seconda della zona di origine e suddivisa per grado d'istruzione, professione e ramo di attività economica, tale suddivisione rende possibile un'analisi delle compagini relativamente alla zona di provenienza.
Sono stati creati tre gruppi, il primo per i nati in Lombardia, il secondo per i nati nel Sud e isole, il terzo per i nati al Centro-Nord.
Il grado d'istruzione più basso tra i gruppi è quello dei nati nel Sud e isole, mentre quello relativamente più alto è quello dei nati in Lombardia.
Per quanto riguarda la posizione nella professione, dato concatenato a quello dell'istruzione, la distribuzione risulta essere la seguente:
Dove spicca per gli operai la compagine dei nati nel Sud e isole e per gli impiegati i nati in Lombardia.

### Disoccupazione
Il problema della disoccupazione a Rozzano si presenta in questi termini: i disoccupati sul totale della popolazione sono il 3,2%; quelli in cerca di prima occupazione l'1,3%.
Il gruppo più colpito dal problema della disoccupazione risulta essere indubbiamente la compagine dei nati nel Sud e Isole, con il 5% di disoccupati e l'1,3% in cerca di prima occupazione.
Analizzando la struttura delle famiglie, il numero medio di componenti risulta essere: per le famiglie con un capofamiglia di origine lombarda di 3 componenti, le famiglie di origine del Sud e Isole sono composte mediamente da circa 4 componenti mentre quelle del centro nord da 3,2.
Per quanto riguarda la categoria in “condizione professionale e non professionale” appaiono significativi i dati riguardanti le casalinghe e i ritirati dal lavoro.
Spicca il fatto che le casalinghe nate in Lombardia raggiungono il 20,0%, contro il 25,2% del gruppo degli immigrati dal Sud e il 26,9% della compagine del Centro Nord.
Questo dato rispecchia la tendenza di maggior inserimento nel mondo del lavoro della donna di origine lombarda.
Questa che è stata descritta è la situazione socio-demografica che si presentava nel comune di Rozzano durante il periodo del “boom” demografico, dalla quale è emersa la fotografia di un comune antico ma che ha subito un fortissimo mutamento del suo aspetto Socio-Demografico, portando con sé tutti i problemi riguardanti l'integrazione e la crescita tra persone così diverse e così vogliose di costruire un futuro comune.

## 14º Censimento della popolazione
Dopo il “boom” demografico registrato negli anni tra il 1961 e il 1981, Rozzano attraversa un periodo di assestamento, dove la popolazione non cresce più ai livelli degli anni passati ma comunque al suo interno subisce dei cambiamenti sia nella struttura che nella composizione.
Osservando i dati sulla popolazione degli ultimi tre censimenti, si nota come le percentuali di variazione siano addirittura negative, con un calo del -1,49% tra il 1981 e il 1991 e del -1,20% tra gli ultimi due censimenti.
Si osserva immediatamente che la popolazione dal 1991 al 1996 continua a decrescere per poi riprendere un andamento ascendente fino al 2001, nel primo periodo si ha una percentuale di variazione pari al -3,07% mentre nel secondo tale percentuale passa allo 1,76%, nell'intero periodo la variazione è stata dello -1,49%.
Questa inversione di tendenza è da imputare a migrazioni verso comuni dell'hinterland che offrono alloggi a costi più contenuti e condizioni di vita più vivibili, poiché dopo la costruzione del quartiere IACP non ci sono più stati rilevanti interventi di edilizia, quindi le seconde generazioni hanno cercato e trovato alloggio al di fuori del territorio comunale
I nuclei familiari sono cambiati nella loro forma, da famiglie patriarcali a famiglie monocomponente, passando da un numero medio di componenti per famiglia pari a 3,39 nel 1981 a 2,64 nel 2001.
La tendenza, alla diminuzione del numero medio dei componenti, si può apprezzare anche osservando la diminuzione delle famiglie con cinque componenti e più che segue un trend al ribasso, mentre le famiglie composte da “single” sono in continua crescita.
Questa situazione rispecchia un'inversione di tendenza generale nella società Italiana, che cambia la sua struttura creando famiglie composte da un unico componente, in contrapposizione alle vecchie famiglie che erano formate da numerosi membri utili alla famiglia stessa per il lavoro nei campi o nelle fabbriche.

### L'indice di dipendenza e di vecchiaia
L'indice di dipendenza è dato dal rapporto percentuale avente a numeratore la somma tra la popolazione 0-14 anni e quella di 65 anni e più e a denominatore la popolazione in età da 15 a 64 anni.
L'indice di Vecchiaia si ottiene come il rapporto percentuale avente a numeratore la popolazione di 65 anni e più e a denominatore quella di 0-14 anni.
Questi due indici danno un'idea sui mutamenti interni di una popolazione; il primo misura la percentuale di popolazione non attiva su quella attiva, ovvero tra chi non si trova in età lavorativa sul totale della popolazione che può lavorare, mentre il secondo indice è utile per osservare l'invecchiamento di una pololazione.
Se si considerano congiuntamente questi due indici strutturali della popolazione, si può apprezzare un netto invecchiamento della popolazione ed un altalenante andamento dell'indice di dipendenza.
- Nel 1981 il valore dell'indice di dipendenza risulta il più elevato (45,92%) dei tre periodi mentre quello di vecchiaia il più basso (20,44%), ciò lascia pensare che un valore così elevato dell'indice di dipendenza sia da imputare all'ammontare della popolazione sotto i 14 anni, ovvero della seconda generazione di Rozzano nata dalle famiglie immigrate nel Comune descritte nel capitolo precedente.

- Nel 1991 l'indice di dipendenza risulta essere il più basso (26,50%), questo fenomeno è presto spiegato, in quanto la popolazione di giovanissimi del 1981 è cresciuta ed è ricaduta nella popolazione attiva, aumentando così il denominatore dell'indice producendo il matematico abbassamento di tale indice.

L'indicatore dell'invecchiamento della popolazione continua a crescere arrivano al 53,66%, la popolazione anziana risulta adesso essere la metà di quella giovane, ci sono circa 2 bambini per ogni vecchio. L'indice di vecchiaia nel Comune di Rozzano nel 2001 risulta uguale a 100,80 questo significa che l'ammontare della popolazione in età 0-14 e quella di 65 anni e più risultano essere uguali, ovvero ci sono tanti vecchi quanti bambini.
Per quanto riguarda l'indice di dipendenza si osserva un innalzamento del valore rispetto a quello di dieci anni prima arrivando a 39,84%, ciò dipende dall'entrata nell'età pensionabile per tutti quegli individui che immigrarono nel periodo 1961-1971.
Si nota che la base della piramide, i giovani sotto i 15 anni, risulta essere molto ampia nel 1981 arrivando a contenere il 26,13% della popolazione mentre la popolazione anziana incide solo per 5,34% sull'ammontare totale della popolazione.
Nella parte centrale delle età salta all'occhio la maggior presenza di persone con età compresa tra i 35-44 anni, 19,05% delle quali immigrarono nel comune nel decennio precedente.
- Nel 1991 si osserva una netta diminuzione di giovanissimi, quasi dimezzata rispetto a dieci anni prima raggiungendo il 13,63%.

Nella parte centrale si notano due picchi corrispondenti alle età 15-24 e 45-54, risultando così una forma della piramide rigonfia nella parte centrale, ovvero della popolazione attiva.
Tale rigonfiamento avvalora l'ipotesi fatta in precedenza che, la diminuzione dell'indice di dipendenza era da imputare ad un aumento della popolazione in età lavorativa.
Come osservato in precedenza, nel 2001 l'ammontare della popolazione non attiva è distribuita equamente tra le due compagini che la formano, ovvero i giovani sotto i 15 anni e gli anziani sopra i 65 anni; le percentuali per questi due gruppi risultano rispettivamente; 14,19% e 14,30%.
La piramide delle età incomincia ad assumere il classico aspetto di piramide rovesciata tipica dei paesi sviluppati, con tanti vecchi e pochi giovani.
Ciò è dovuto al fatto che le nascite diminuiscono, mentre aumenta la speranza di vita delle persone dovuto a tecniche mediche e condizioni di vita migliori rispetto agli anni passati.
A questo punto dell'analisi si utilizzeranno dei dati estratti dall'anagrafe del Comune di Rozzano ed elaborati per ottenere dati confrontabili con quelli dell'analisi fatta in precedenza sul periodo tra il 1951 e il 1981, poiché ad oggi sono disponibili pochi dati relativi al censimento del 2001.
Si è scelto di elaborare i dati al 31 dicembre 2003 in quanto, sono i dati più recenti utilizzabili, e a questa data si considerano terminate le operazioni di revisione dell'archivio anagrafico in seguito al censimento.
Al 31/12/2003 la popolazione Rozzanese contava 37.772 iscritti all'anagrafe.
Passando all'analisi della regione di nascita si osserva che; l'ammontare dei nati in Lombardia è il più consistente rispetto a tutte le altre zone di nascita.
La maggioranza dei nati nel sud e isole risiede nel quartiere IACP, con il 38,57% della popolazione che ha la residenza in questo quartiere.
A questo punto il quartiere di viale Lazio è stato agglomerato nel quartiere IACP, in quanto i primi problemi di integrazione sono stati superati, quindi è inutile dargli un'importanza diversa rispetto al resto del quartiere IACP.
Il quartiere di Rozzano Vecchio risulta avere la maggioranza dei nati in Lombardia (70,95%) seguono Ponte Sesto (66,90%) e Valleambrosia (64,93%).
Confrontando i dati al 1981 con quelli al 2003, si nota immediatamente, come nel 1981 i nati in Lombardia nel quartiere IACP erano solamente il 30,65%, mentre nel 2003 raggiungono il 50,30%.
Tale fenomeno è spiegato dal fatto che questo quartiere, come detto in precedenza, è stato popolato da molti immigrati negli anni tra il 1960 e il 1980 dal sud Italia in cerca di migliori condizioni di vita, i quali si sono riprodotti ed hanno innalzato l'ammontare dei nati in Lombardia.
Questa situazione si può riscontrare in tutti i quartieri, tranne in quello di Rozzano vecchio dove l'ammontare dei nati in Lombardia cala dal 73,00% al 70,95%, mentre la percentuale dei nati nel Sud e Isole passa dal 16,00% al 18,76%.
Il quartiere di Rozzano Vecchio è stato investito negli anni 90 da un massiccio intervento di edilizia privata convenzionata, la quale ha portato a Rozzano altra forza lavoro proveniente dal mezzogiorno impegnata negli uffici e nelle fabbriche di Milano e del suo hinterland.
La struttura della popolazione risente del generale invecchiamento della popolazione italiana, e più in generale di tutti i paesi occidentali.
In quanto Rozzano è nel cosiddetto periodo di “regime demografico moderno”, caratterizzato da bassa natalità e bassa mortalità, il quale produce una diminuzione della popolazione giovane a vantaggio di una maggiore speranza di vita che tende ad invecchiare la popolazione.
Nel 2001 l'ammontare della popolazione di ultra sessantacinquenni e dei giovanissimi sotto i quattordici anni risultano uguali, come osservato in precedenza, la piramide delle età ha la prima e l'ultima fascia uguali.
Ma per il futuro si auspica un aumento globale della popolazione e quindi anche dei giovani, poiché sono in atto numerose attività volte alla costruzione di grandi quartieri residenziali
Analizzando, l'età media calcolata nei quartieri si nota come, il quartiere IACP sia quello ad avere un'età media assai superiore rispetto alle altre zone, poiché i residenti del quartiere sono in maggioranza quegli immigrati degli anni 70-80 che popolarono Rozzano.
Rozzano Vecchio, al contrario di come fa pensare il nome, risulta essere il quartiere più giovane, in accordo con quello detto in precedenza sulla nuova immigrazione, poiché ad immigrare sono giovani in cerca di una occupazione
Nell'ultimo mezzo secolo di storia, la città di Rozzano ha vissuto dei cambiamenti radicali nella struttura e nella composizione, che non hanno paragoni con i quasi duemila anni di storia precedente.
In questo periodo la città subisce numerosi mutamenti della struttura sociale, economica e demografica.
Passando da paese agricolo a paese ricettore della nuova forza lavoro impegnata nelle fabbriche e uffici di Milano, infine, a città auto-sufficiente dove i cittadini trovano sia l'alloggio che il lavoro, non costringendo più i Rozzanesi al pendolarismo verso Milano.
Dal 1951 ad oggi si è visto, sul territorio del comune di Rozzano, il fiorire di numerose imprese del settore secondario e terziario, e la costruzione di numerosi ipermercati, banche, imprese e industrie, le quali hanno offerto numerose possibilità di lavoro ai cittadini Rozzanesi e dei Comuni limitrofi.
La struttura economica di Rozzano è caratterizzata da una quota molto elevata di addetti che operano nel settore commerciale (28%).
L'analisi della dinamica occupazionale e imprenditoriale tra il 1991 e il 1996 mette in luce incrementi del 7% nel numero di addetti e del 25,5% nel numero di unità locali. L'occupazione si riduce del 5,5% nella manifattura (-12% nell'industria alimentare,-7% nella fabbricazione di prodotti in metallo) mentre si registrano significativi aumenti nell'intermediazione finanziaria (+63%), nei servizi alle imprese (+53%) e nei trasporti (+44%).
In definitiva Rozzano è interessata da forti processi di trasformazione sorretti in primo luogo dallo sviluppo delle attività commerciali e della logistica.